# Brian Charlesworth

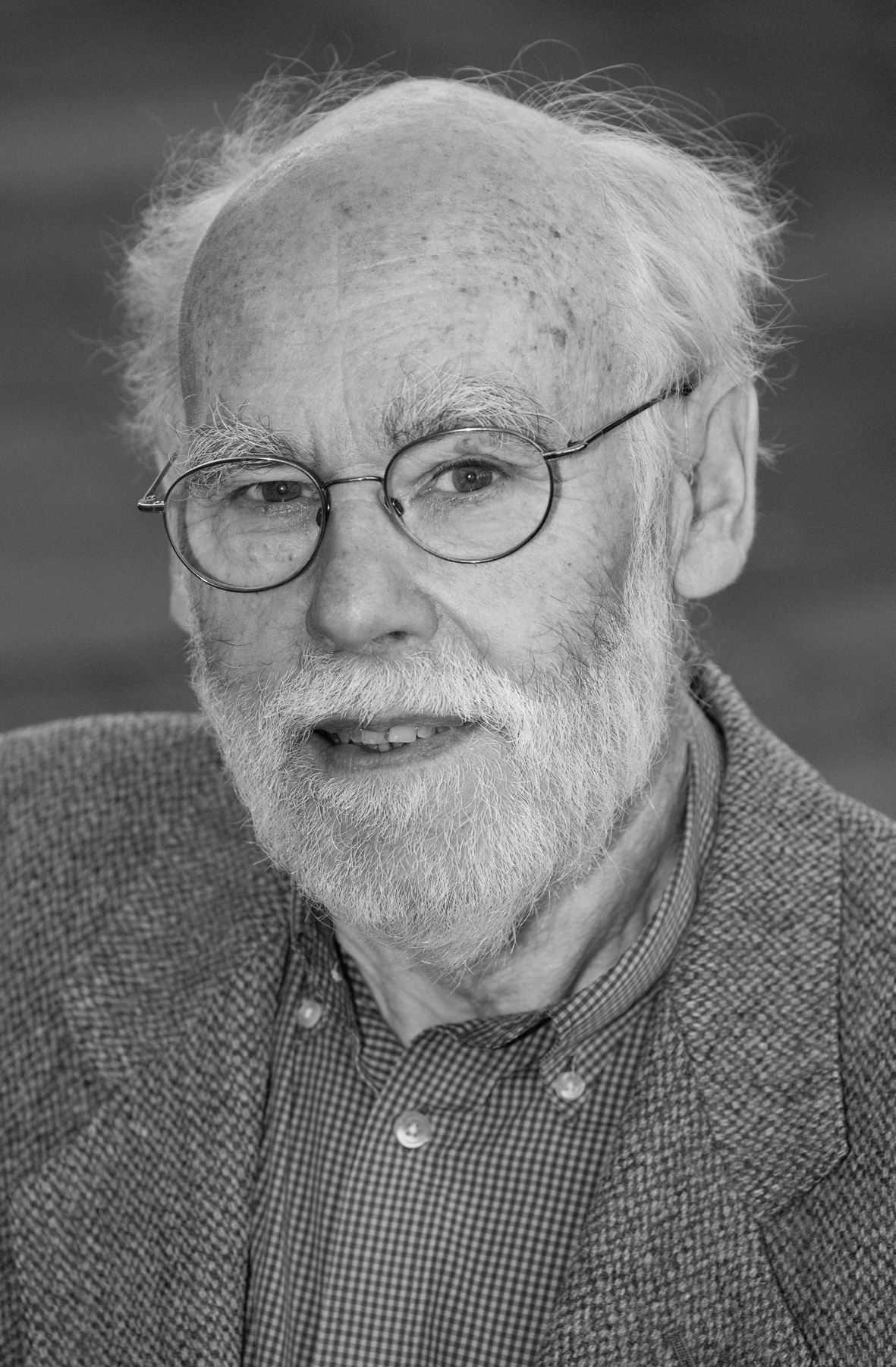
Brian Charlesworth

Brian Charlesworth (* 29. April 1945) ist ein britischer Evolutionsbiologe.
Charlesworth erwarb seinen Bachelor of Arts in Naturwissenschaft auf dem Queens′ College in Cambridge. 1969 wurde er dort mit dem Thema Genetik zum Doktor der Philosophie promoviert.
Charlesworth arbeitete zunächst in der Universität von Chicago. 1971 wechselte er zur Universität Liverpool. 1974 bis 1982 arbeitete er unter John Maynard Smith in der Universität von Sussex. 1985 bis 1997 kehrte er als Professor der Ökologie und Evolutionsbiologie nach Chicago zurück.
1991 wurde Charlesworth als Mitglied („Fellow“) in die Royal Society gewählt, die ihm 2000 die Darwin-Medaille verlieh. Seit 1997 arbeitet er als Royal-Society-Forschungsprofessor an der Universität Edinburgh. 2010 erhielt er die Darwin-Wallace-Medaille und 2007 den Weldon Memorial Prize. 2014 wurde er in die EMBO gewählt. Für 2015 wurde ihm die Thomas Hunt Morgan Medal zugesprochen. Er ist außerdem Mitglied der American Academy of Arts and Sciences (seit 1996) und der National Academy of Sciences (seit 2013).
Er erforschte ausführlich die Evolution der Fruchtfliege und die Geschlechtschromosomen.
Brian Charlesworth ist verheiratet mit Deborah Charlesworth, welche ebenfalls Professor der Biologie und ein Mitglied der Royal Society ist.

## Werke (Auswahl)
- Brian Charlesworth, Deborah Charlesworth: Elements of Evolutionary Genetics. Roberts & Co Publ, 2010. ISBN 0-9815194-2-3.
- Brian Charlesworth, Deborah Charlesworth: Evolution: eine Einführung. Reclam, 2012. ISBN 3-15-018705-2.